# Liste der Monuments historiques in Danjoutin
Die Liste der Monuments historiques in Danjoutin führt die Monuments historiques in der französischen Gemeinde Danjoutin auf.

## Liste der Objekte
| Bezeichnung                                          | Beschreibung                                                     | Standort                     | Kennzeichnung | Schutzstatus | Datum | Bild |
| ---------------------------------------------------- | ---------------------------------------------------------------- | ---------------------------- | ------------- | ------------ | ----- | ---- |
| Skulptur des heiligen Tiburce                        | Holz, 18. Jahrhundert                                            | in der Kirche St-Just (Lage) | PM90000029    | Classé       | 1973  |      |
| Monstranz                                            | Silber, vergoldet, 19. Jahrhundert                               | in der Kirche St-Just (Lage) | PM90000249    | Inscrit      | 2001  |      |
| Skulptur Madonna mit Kind                            | Holz, 17. Jahrhundert                                            | in der Kirche St-Just (Lage) | PM90000028    | Inscrit      | 1973  |      |
| Wandvertäfelung                                      | Eichenholz, 19. Jahrhundert                                      | in der Kirche St-Just (Lage) | PM90000250    | Inscrit      | 2001  |      |
| Ziborium                                             | Silber, vergoldet, Ende des 19. Jahrhunderts                     | in der Kirche St-Just (Lage) | PM90000248    | Inscrit      | 2001  |      |
| Ziborium                                             | Silber, vergoldet, 16. Jahrhundert                               | in der Kirche St-Just (Lage) | PM90000394    | Inscrit      | 2001  |      |
| Altar mit Tabernakel                                 | Holz, polychrom gefasst und vergoldet, Ende des 18. Jahrhunderts | in der Kirche St-Just (Lage) | PM90000242    | Inscrit      | 2001  |      |
| Skulptur des heiligen Antonius                       | Holz, polychrom gefasst, 17. Jahrhundert                         | in der Kirche St-Just (Lage) | PM90000243    | Inscrit      | 2001  |      |
| Abdeckung                                            | Holz, vergoldet 18. oder 19. Jahrhundert                         | in der Kirche St-Just (Lage) | PM90000245    | Inscrit      | 2001  |      |
| Zwei Skulpturen: Heiliger Arbogast und heiliger Just | Holz, 18. Jahrhundert                                            | in der Kirche St-Just (Lage) | PM90000030    | Classé       | 1973  |      |
| Kelch                                                | Silber, vergoldet, 18. Jahrhundert                               | in der Kirche St-Just (Lage) | PM90000189    | Classé       | 2002  |      |
| Kreuz                                                | Holz, gewachst, 18. Jahrhundert                                  | in der Kirche St-Just (Lage) | PM90000244    | Inscrit      | 2001  |      |
| Kelch und Patene                                     | Silber, vergoldet, 19. Jahrhundert                               | in der Kirche St-Just (Lage) | PM90000246    | Inscrit      | 2001  |      |
| Kelch                                                | Silber, vergoldet, Mitte des 18. Jahrhunderts                    | in der Kirche St-Just (Lage) | PM90000247    | Inscrit      | 2001  |      |